# Alchemilla montenegrina
Alchemilla montenegrina é uma espécie de rosácea do gênero Alchemilla, pertencente à família Rosaceae.